# Meiō-Universität

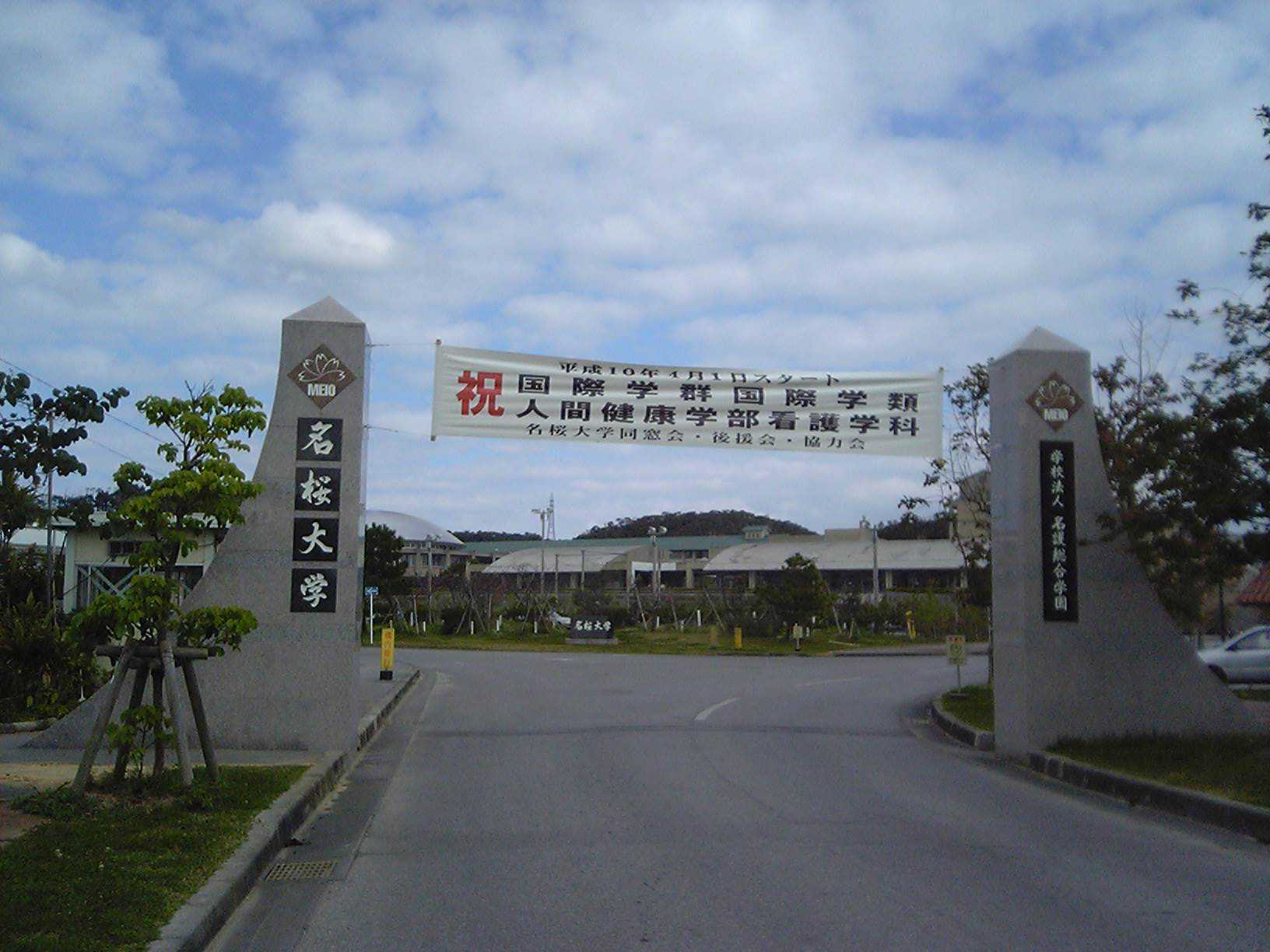
Haupttor (2007)

Die Meiō-Universität (japanisch 名桜大学 Meiō daigaku; engl. Meio University; Meiō bedeutet „berühmte Kirschblüten“) ist eine städtische Universität in Nago in der Präfektur Okinawa (Japan).

## Geschichte
Gegründet wurde die Universität 1994 als private Hochschule, deren Betreiber (Bildungskörperschaft) von der Präfekturverwaltung Okinawa und den zwölf Stadtverwaltungen finanziert wurde.
2010 gründete der Zweckverband der zwölf Städte (北部広域市町村圏事務組合, Hokubu kōiki shichōson-ken jimu kumiai; siehe Kōiki Rengō) die Öffentliche Universitätskörperschaft Meiō-Universität, um die Universität zu übernehmen. Die Mitglieder (Gemeinden) vom Zweckverband waren Städte Nago, Kunigami, Ōgimi, Higashi, Nakijin, Motobu, Onna, Ginoza, Kin, Ie, Iheya und Izena.
2001 richtete die Universität die Graduiertenschule (Masterstudiengänge) ein, 2019 dann die Doktorkurse.

## Fakultäten
- Fakultät für Internationale Studien
  - Abteilung für Internationale Kulturstudien
  - Abteilung für International Tourism Management
- Fakultät für Gesundheitswissenschaften
  - Abteilung für Sport- und Gesundheitswissenschaften
  - Abteilung für Pflegewissenschaft
  - Abteilung für Gesundheits- und Informationswissenschaft